# ザ・チャープス
ザ・チャープス（The Chirps）は、竹内まりこ、ゆりこ、えりこの三姉妹のコーラス・グループである。1970年から1974年まで、NHKのヤング101の第一期生としてNHK総合テレビジョンの音楽番組『ステージ101』に出演した。さらに1970年代と1980年代には、CMソングやアニメ・特撮ドラマの主題歌などを多く担当した。

## メンバー
- 竹内まりこ　（長女）
- 竹内ゆりこ　（次女）[注釈 1]
- 竹内えりこ　（三女）

## 活動
1969年に結成されたNHKのヤング101に第一期生として加入して、NHK総合テレビジョンの音楽番組『ステージ101』に1970年1月10日の第一回放送から出演した。ヤング101には『ステージ101』の最終回が放映された1974年3月31日まで在籍。放送開始から終了までヤング101に在籍した唯一の女性メンバーであった。
1970年代と1980年代にCMソングやアニメ・特撮ドラマの主題歌などを多く担当した。
それぞれの結婚を期にグループとしての活動を休止し、まりこは音楽活動を継続、ゆりことえりこは主婦業に専念したが、2007年から主にライブを中心にグループ活動を再開した。公式ページによれば、現在発表している曲は、まりこが作詞し、えりこが作曲した。

## ディスコグラフィー

### メインボーカル
- 1972年9月5日　気になる女の子（That's The Way A Woman Is)（メッセンジャーズのカバー。ステージ101のLP『怪獣のバラード』EXPRESS/東芝音楽工業 ETP-8198）。
- 1973年7月10日　恋人になりたい（日本コロムビア LL-10219-J）
- 1973年11月　水色の午後（日本コロムビア P-317）
- 1974年6月　ペパー・ミントの想い出（日本コロムビア P-349）
- 1976年4月　ミスターS（ポリドール DR-3032）
- 1977年3月　アニメ『ドカベン』挿入歌「小さな巨人 里中くん」（LP『ドカベン』日本コロムビア CS-7021。同年4月にSCS-343としてシングルカット）
- 1977年8月1日　特撮ドラマ『大鉄人17』挿入歌「僕のサブマシン」（LP『大鉄人17 ヒット曲集』日本コロムビア CW-7142）
- 1977年10月　タカラ（後のタカラトミー）『リカちゃん』CMソング「おしゃれなリカちゃん」（日本コロムビア SCS-381）
- 1978年1月　アニメ『一発貫太くん』挿入歌「あいつに注目」（LP『一発貫太くん』日本コロムビア CS-7050）
- 1983年6月　コクコクウイスキー（ディスコメイト（ビクター）DSK-213。「沙麗人（しゃれーど） 」名義）

### コーラス
- 1971年6月1日　NHKステージ101のLP『サイモンとガーファンクルを歌う』（ヤング101によるサイモンとガーファンクルのカバー・アルバム。「冬の散歩道」「スカボロ・フェア」「早く家へ帰りたい」を担当。ソニー SOND-66056）
- 1973年3月21日　NHKステージ101のLP『ぼくら青春の日々』（ヤング101のLP。「春夏秋冬」「おきざりにした悲しみは」「何もしてあげられないよ」を担当。ソニー SOLJ-56）
- 1973年5月5日　ステージ101のLP『ロッカ・バラード・スペシャル』（ヤング101のLP。「悲しき16才」「恋の日記」「カレンダー・ガール」を担当。東芝 ETP-8249）
- 1976年2月1日　ドラマ『それ行け!カッチン』オープニングテーマ「いつでも青空」（メインボーカル：真理ヨシコ。日本コロムビア SCS-282）
- 1976年4月10日　特撮ドラマ『秘密戦隊ゴレンジャー』挿入歌「ゴレンジャーがやってくる」（メインボーカル：ささきいさお。日本コロムビア SCS-286）
- 1976年10月1日　アニメ『キャンディ・キャンディ』（2曲とも日本コロムビア SCS-319）
  - オープニングテーマ「キャンディ・キャンディ」（メインボーカル：堀江美都子）
  - エンディングテーマ「あしたがすき」（メインボーカル：堀江美都子）
- 1976年　特撮ドラマ『5年3組魔法組』（2曲とも日本コロムビア SCS-332）
  - オープニングテーマ「それ行け魔法組」（メインボーカル：コロムビアゆりかご会）
  - エンディングテーマ「魔女はいじわる」（メインボーカル：曽我町子）
- 1977年2月 アニメ『無敵超人ザンボット3』（2曲ともキングレコード TV(H)-37）
  - オープニングテーマ「行け!ザンボット3」（メインボーカル：堀光一路）
  - エンディングテーマ「宇宙の星よ永遠に」（メインボーカル：堀光一路）
- 1977年3月　アニメーション映画『白鳥の王子』より（2曲とも日本コロムビア SCS-335）
  - 「白鳥の王子」（メインボーカル：増山江威子）
  - 「なみだとねんね」（メインボーカル：大杉久美子）
- 1977年3月　漫画『まことちゃん』イメージソング「ビチグソロック」（メインボーカル：楳図かずお。日本コロムビア SCS-338）
- 1977年4月1日　特撮ドラマ『大鉄人17』オープニングテーマ「オー!!大鉄人ワンセブン」（メインボーカル：水木一郎。日本コロムビア SCS-348）
- 1977年7月25日　特撮ドラマ『ジャッカー電撃隊』挿入歌（全曲　LP『ジャッカー電撃隊 ヒット曲集』日本コロムビア CW-7139）
  - クライムのテーマ（メインボーカル：ささきいさお）
  - J.A.K.Q進めジャッカー（メインボーカル：ささきいさお）
  - ジャッカーコバック（メインボーカル：ささきいさお）
  - スペードエース若き獅子（メインボーカル：ささきいさお）
- 1977年8月1日　特撮ドラマ『大鉄人17』挿入歌「レッドマフラー隊の歌」（LP『大鉄人17 ヒット曲集』日本コロムビア CW-7142）
- 1978年　特撮ドラマ『透明ドリちゃん』主題歌（2曲とも日本コロムビア SCS-401）
  - オープニングテーマ「透明ドリちゃん」（メインボーカル：大杉久美子）
  - エンディングテーマ「夢の国の王女さま」（メインボーカル：大杉久美子）
- 1978年8月 アニメ『宇宙魔神ダイケンゴー』（2曲とも日本コロムビア SCS-431）
  - オープニングテーマ「宇宙魔神ダイケンゴーの歌」（メインボーカル：堀江美都子）
  - エンディングテーマ「宇宙の男ライガー」（メインボーカル：MoJo）
- 1978年4月　アニメ『マジンガーZ』イメージソング「二人になれば」（メインボーカル：水木一郎。LP『マジンガーZ』日本コロムビア CS-7056に収録。同年5月1日にCK-512としてシングルカット）
- 1978年12月1日　アニメ『キャンディ・キャンディ』挿入歌「幸せのとびら」（メインボーカル：堀江美都子。LP『キャンディキャンディ うたとおはなし』日本コロムビア CZ-7010）
- 1979年1月25日　アニメ『科学忍者隊ガッチャマンII』挿入歌（2曲ともLP『科学忍者隊ガッチャマンII』日本コロムビア CS-7095に収録）
  - 燃ゆる火の鳥（メインボーカル：水木一郎）
  - 地球に花の冠を（メインボーカル：ささきいさお）
- 1979年2月　アニメ『銀河鉄道999』イメージソング「鉄郎の子守唄」（メインボーカル：渡辺直子。LP『銀河鉄道999 主題歌・挿入歌集』日本コロムビア CS-7096）
- 1979年2月1日　ドラマ『燃えろアタック』オープニングテーマ「燃えろアタック」（メインボーカル：堀江美都子。日本コロムビア SCS-459／徳間音楽工業 FF-2020）
- 1979年3月1日　アニメ『花の子ルンルン』オープニングテーマ「花の子ルンルン」（メインボーカル：堀江美都子。日本コロムビア SCS-464）
- 1979年　桜田淳子　淳子スーパー・ライブ　リサイタル6　9月8・9日東京渋谷公会堂にてコーラスとして出演
- 1980年1月1日　ドラマ『花よめは16歳』主題歌（日本コロムビア SCS-498）
  - オープニングテーマ「だって花よめですもの」（メインボーカル：堀江美都子）
  - エンディングテーマ「天使よ聞いて」（メインボーカル：堀江美都子）
- 1980年1月1日　アニメ『花の子ルンルン』挿入歌（2曲ともLP・CT『花の子ルンルン ヒット曲集』）
  - 花だより（メインボーカル：堀江美都子）
  - すてきな変身（メインボーカル：堀江美都子）
- 1980年3月　アニメ『サイボーグ009』挿入歌「われら戦士-戦いのテーマ」（メインボーカル：こおろぎ'73。LP・CT『サイボーグ009 主題歌・挿入歌集』日本コロムビア CS-7174／CPY-717）
- 1980年4月1日　映画『仮面ライダー 8人ライダーVS銀河王』（2曲とも日本コロムビア SCS-535）
  - 輝け!8人ライダー（メインボーカル：ささきいさお）
  - いま斗いの陽が昇る（メインボーカル：ささきいさお）
- 1980年4月10日　紀行番組『いい旅チャレンジ20,000km』主題歌「線路で描ける日本地図」（メインボーカル：成田賢。日本コロムビア GK-525）
- 1980年5月1日　特撮ドラマ『仮面ライダー (スカイライダー)』エンディングテーマ「輝け!8人ライダー」（メインボーカル：水木一郎。日本コロムビア SCS-551）
- 1980年　特撮ドラマ『仮面ライダー (スカイライダー)』挿入歌「オーオー仮面ライダー」（メインボーカル：水木一郎。LP『レッツゴー!仮面ライダー 主題歌・ヒット曲集』日本コロムビア CS-7198収録）
- 1980年　特撮ドラマ『電子戦隊デンジマン』挿入歌（2曲ともLP『電子戦隊デンジマン ヒット曲集』日本コロムビア CZ-7034）
  - ひとりぼっちの青春（メインボーカル：内田直哉）
  - ゴーゴーデンジタイガー（メインボーカル：成田賢）
- 1980年7月　アニメ『がんばれ元気』（2曲とも日本コロムビア SCS-559）
  - オープニングテーマ「風になれ!」（メインボーカル：堀欣也）
  - エンディングテーマ「まっ白なリングへ」（メインボーカル：堀欣也）
- 1980年7月　アニメ『魔法少女ララベル』挿入歌（2曲ともLP・CT『魔法少女ララベル 歌とお話し』）   
  - 愛の魔法（メインボーカル：堀江美都子）
  - 私の日記帳（メインボーカル：堀江美都子）
- 1980年 ミュージカル『翔べイカロスの翼』主題歌(SFD-0002)
  - みんなサーカス（メインボーカル：子門真人）
  - ザ・ピエロ（メインボーカル:子門真人）
- 1981年　特撮ドラマ『仮面ライダースーパー1』挿入歌「世界にひとり」（メインボーカル：水木一郎。LP『仮面ライダースーパー1 ヒット曲集』日本コロムビア CZ-7099）
- 1981年1月25日　アニメ『とんでも戦士ムテキング』挿入歌（2曲ともLP・CT『とんでも戦士ムテキング ムテキングとんでもジョッキー』日本コロムビア CZ-7077／CPY-852）
  - 勇気があれば（メインボーカル：水木一郎）
  - ジョギング・サンデー（メインボーカル：井上和彦）
- 1981年3月1日　アニメ『ハロー!サンディベル』オープニングテーマ「ハロー!サンディベル」（メインボーカル：堀江美都子。日本コロムビア CK-595）
- 1981年4月1日　人形劇『プリンプリン物語』挿入歌「新しい世界へ」（メインボーカル：神谷明。日本コロムビア CK-599）
- 1981年5月1日　特撮ドラマ『太陽戦隊サンバルカン』挿入歌「太陽マーチ」（メインボーカル：水木一郎。LP『太陽戦隊サンバルカン ヒット曲集』日本コロムビア CZ-7107）
- 1981年6月　アニメ『ハロー!サンディベル』挿入歌（3曲ともLP『ハロー!サンディベル うたのおくりもの』日本コロムビア CZ-7113）
  - ゆめみてワルツ（メインボーカル：堀江美都子）
  - サンディベル号にのって（メインボーカル：堀江美都子）
  - しあわせをあなたに（メインボーカル：堀江美都子）
- 1981年6月　アニメ『百獣王ゴライオン』挿入歌「ぼくはいちばんチビだけど」（メインボーカル：野沢雅子。LP『百獣王ゴライオン』日本コロムビア CZ-7114）
- 1981年7月　アニメ『Dr.スランプ アラレちゃん』挿入歌「ロックンONDO」（メインボーカル：水森亜土。LP・CT『めちゃんこワールド』日本コロムビア CZ-7119／CPY-896）
- 1981年12月　アニメ『Dr.スランプ アラレちゃん』挿入歌（2曲ともLP『アラレちゃんオンステージ』日本コロムビア CZ-7155）
  - 夢みるシンデレラ（メインボーカル：向井真理子）
  - 愛・Forever（メインボーカル：内海賢二）
- 1981年　特撮ドラマ『ロボット8ちゃん』挿入歌「好き!好き!マイロディ」（LP『ロボット8ちゃん』日本コロムビア CZ-7168）
- 1982年3月1日　特撮ドラマ『大戦隊ゴーグルファイブ』（2曲とも日本コロムビア CK-640）
  - オープニングテーマ「大戦隊ゴーグルファイブ」（メインボーカル：MoJo）
  - エンディングテーマ「ストップ・ザ・バトル」（メインボーカル：MoJo）
- 1982年4月　アニメ『あさりちゃん』挿入歌（2曲ともLP『あさりちゃん ヒット曲集』日本コロムビア CZ-7174）
  - おてんばギャル（メインボーカル：前川陽子）
  - 頬づえティータイム（メインボーカル：新倉よしみ）
- 1982年5月21日　特撮ドラマ『大戦隊ゴーグルファイブ』挿入歌「ゴーグルVアクション!」（メインボーカル：日高美子。LP『大戦隊ゴーグルファイブ ベストヒット曲集』日本コロムビア CZ-7176。CK-655としてシングルカットもされた）
- 1982年5月　アニメ『機甲艦隊ダイラガーXV』挿入歌「男のララバイ」（メインボーカル：羽田義明。LP『機甲艦隊ダイラガーXV ヒット曲集』日本コロムビア CZ-7177）
- 1982年7月21日　アニメ『The・かぼちゃワイン』オープニングテーマ「Lはラブリー」（メインボーカル：かおりくみこ。日本コロムビア CK-660）
- 1983年2月　アニメ『まんがイソップ物語』オープニングテーマ「いたずらの種まき」（メインボーカル：牧伸二、小林さくら。日本コロムビア CK-673）
- 子供向け番組『できるかな』主題歌「できるかな」（メインボーカル：由起真）
- 子供向け番組『ママとあそぼう!ピンポンパン』より
  - そばかすつけた女の子（メインボーカル：酒井ゆきえ）
  - ぼうしをかぶった男の子（メインボーカル：酒井ゆきえ）
  - ピンクのバニー（メインボーカル：酒井ゆきえ）
  - ぼくらのおやすみ（メインボーカル：酒井ゆきえ）
  - ロボラボ・ピンポンパン（メインボーカル：井上佳子、ビッグ・マンモス）

## 主なテレビ出演
- 「ステージ101」（NHK総合テレビ）（1970年1月10日-1974年3月31日）-　ヤング101メンバー
- 「できるかな」（NHK教育テレビ）
- 「新にっぽんの歌・花のスタジオセブン」(テレビ朝日）
- 「思い出のメロディー」（NHK総合テレビ）（第34回、2002年8月10日放送）-　ヤング101元メンバー[注釈 4]
- 「新・BS日本のうた」（NHK BSプレミアム）（2016年3月6日放送）- ヤング101元メンバー[注釈 5]